# フェイクロア
フェイクロア（英語: fakelore）または疑似伝承（ぎじでんしょう、英語: pseudo-folklore）は、あたかも真に伝統的であるかのように発表・表現された、捏造ないし創作された伝承（フォークロア）。同用語の範囲は、新しく制作された物語や楽曲、または現代の趣向に合わせて加工や修正を施された伝承にも及ぶことがある。ただし、当該の創作が不当な提示（すなわちフェイクロア）であるという指摘が当てはまるかどうかについては、その創作を実際の伝承であると主張しない限りは、自分たちの作品に伝統的な物語を利用する作家たちは、フェイクロアを作り出しているとはいえないという考えが中核にある。同用語は、確実性を決定するための継続的実践の代わりに起源の強調を認めることから、過去数十年の間で、民俗学における支持を失っていった。
「フェイクロア」は、1950年にアメリカ合衆国の民俗学者であるリチャード・ドーソンが発明した造語である。ドーソンの挙げた例には、1923年に作家のテックス・オライリーが生み出したものの、アメリカ西部の伝承的英雄として発表された架空のカウボーイであるペコス・ビルも含まれていた。彼はまた、ポール・バニヤンもフェイクロアであるとした。バニヤンはもともと北アメリカ五大湖地方の木こりたちによって語られてきた、伝統的なおとぎ話のキャラクターであったが、レッド・リバー・ランバー・カンパニーのコピーライターをしていたジェームズ・スティーヴンスが、今日知られているバニヤンの物語の多くを創作した。ドーソンによれば、広告者と普及者が、バニヤンを本来の姿からかけ離れた「20世紀大衆文化の疑似伝承の英雄」に変化させたのである。
フォークロリズム（英語: folklorism、ドイツ語: Folklorismus）もまた、伝承の発明や翻案を指す用語である。しかしフェイクロアと異なり、フォークロリズムは必ずしも誤解を招くものではない。同用語の範囲は、それを作り出した文化的脈絡の外部における、伝統のいかなる使用も含むからである。同用語は、主に観光業によるフォークロアの利用に関心を持っていたドイツの学者たちによって1960年代初期に最初に使用された。しかし、伝承に基づくプロフェッショナルアート、おとぎ話のキャラクターが登場するテレビコマーシャル、さらに伝承についての学術研究でさえも、すべてフォークロリズムの形態となる。

## 議論
「フェイクロア」という用語はしばしば、「フェイクロアとの戦い」と話したドーソン自身を含め、それを暴露しようとする者たちにより使用される。
ドーソンは、本物の伝承がしばしば「反復的で、不器用で、無意味で、卑猥」である一方で、その普及者が当該伝承を感傷的なものにし、それを作った人々は風変わりで気まぐれであるとステレオタイプ化したと主張した。彼は、門外漢が理解するのが難しい、木材の切り出し技術に関する用語を多く含んだ本物のポール・バニヤンの物語を、より児童文学に似通ったコマーシャル化されたものと対照比較した。本来のポール・バニヤンは、ある話では、自分の部下への給料をごまかす様子が描かれるように、抜け目がなく、時々下劣であった。大衆文化は「実際の木こりの気風を全く反映していない、巨大で気まぐれな精神」により消毒されたバニヤンを供給した。ダニエル・G・ホフマンは、「これは、伝統的なシンボルがそれの創作と関係のない人々の心をしばしば操作してきたということの一例である」と述べ、伝承の英雄であるバニヤンは資本主義者の代弁者に変化してしまったと評した。
他の者は、プロフェッショナルな創作物と伝承は絶えず互いに影響しており、この相互影響は非難されるより、むしろ研究されるべきであると論じている。例えば、人類学教授のジョン・オルソンは、子供のころにポール・バニヤンの物語は木材会社の宣伝に由来するということを聞いたということを報告した。ドーソンは、口伝のポール・バニヤンの物語の起源となった印刷物の影響を「絶望的に汚れた物語」という相互汚染の形態とみなしていた。しかし、オルソンにとって「重要なのは、私（オルソン）が（残りわずかで貴重な）木こりでなく、現代人による、生きている口頭伝承の分野のポール・バニヤンに直接触れたということである」。フェイクロアが再び伝承になったということであった。

## 「フェイクロア」と主張される例
ポール・バニヤンやペコス・ビルに加えて、ドーソンはアメリカの伝承英雄であるジョー・マガラックをフェイクロアと定義した。架空の鉄鋼労働者であるマガラックは、1931年にオーウェン・フランシスが『スクリブナーズ・マガジン』誌にて著した物語に初めて登場した。彼は、素手で溶けた金属からレールを作り出し、一日24時間を仕事に捧げるために結婚の機会も断り、非常に働いたために工場が閉鎖せざるを得なくなり、最後は強制的に無為にさせられたことで自棄になり、鋼の品質を改善するために工場の炉に身を投じたという、文字通りの鋼の男であった。フランシスは、その物語をピッツバーグにてクロアチア系移民の鉄鋼労働者から聞いたと発言している。彼らは「マガラック」という言葉は誉め言葉であると彼に話し、そして笑い、自分たちの言葉で話し合ったのでフランシスは話しかけなかったということを報告している。しかし「マガラック(hr:magarac)」は、クロアチア語では実際は「ロバ」を意味する侮蔑語である。
1931年以前にジョー・マガラックの物語の存在の痕跡は発見されていないため、フランシスの情報提供者は彼への冗談としてキャラクターを創作した可能性がある。1998年、ギリーとバーネットは「マガラックの物語が真にフェイクロアからフォークロアへの実質的な変化を果たした唯一の暫定的兆候」を報告したが、その重要性については局所的な文化アイコンとして記している。
フェイクロアと呼ばれる他のアメリカの伝承英雄には、オールド・ストーマロング、フェボルド・フェボルドソン、ビッグ・モス、ボウレッグ・ビル、ウィスキー・ジャック、アニー・クリスマス、コードウッド・ピート、アントナイン・バラダ、ケンプ・モーガンが挙げられる。マーシャル・フィッシュウィックはこれらの広範囲にわたる文学の人物をポール・バニヤンの模倣であると説明する。加えて、学者のマイケル・I・ニーマンは、「新しい部族」がインディアンの様式を受け継いで星を守るという信仰である虹の戦士の伝説をフェイクロアの一例として述べている。